# Olympische Winterspiele 1960/Teilnehmer (Österreich)
| Gelbes Symbol für Goldmedaillen mit stilisierten Olympischen Ringen | Graues Symbol für Silbermedaillen mit stilisierten Olympischen Ringen | Braundes Symbol für Bronzemedaillen mit stilisierten Olympischen Ringen |
| ------------------------------------------------------------------- | --------------------------------------------------------------------- | ----------------------------------------------------------------------- |
| 1                                                                   | 2                                                                     | 3                                                                       |

Österreich nahm an den Olympischen Winterspielen 1960 im US-amerikanischen Squaw Valley mit einer Delegation aus 26 Athleten, 17 Männer und neun Frauen, teil.
Seit 1924 war es die achte Teilnahme Österreichs an Olympischen Winterspielen.

## Flaggenträger
Der Eiskunstläufer Norbert Felsinger trug die Flagge Österreichs während der Eröffnungsfeier in der Blyth Arena.

## Medaillen
Mit einer gewonnenen Gold-, zwei Silber- und drei Bronzemedaillen belegte das österreichische Team Platz 9 im Medaillenspiegel.

### Medaillenspiegel
| Rang   | Sportart    | Gold | Silber | Bronze | Gesamt |
| ------ | ----------- | ---- | ------ | ------ | ------ |
| 1      | Ski Alpin   | 1    | 2      | 2      | 5      |
| 2      | Skispringen | —    | —      | 1      | 1      |
| Gesamt | Gesamt      | 1    | 2      | 3      | 6      |

### Medaillengewinner
| Name/n            | Sportart    | Wettkampf     |
| ----------------- | ----------- | ------------- |
| Gold              |             |               |
| Ernst Hinterseer  | Ski Alpin   | Slalom        |
| Silber            |             |               |
| Josef Stiegler    | Ski Alpin   | Riesenslalom  |
| Mathias Leitner   | Ski Alpin   | Riesenslalom  |
| Bronze            |             |               |
| Ernst Hinterseer: | Ski Alpin   | Riesenslalom  |
| Traudl Hecher     | Ski Alpin   | Abfahrt       |
| Otto Leodolter    | Skispringen | Normalschanze |

## Teilnehmer nach Sportarten

### Eiskunstlauf
| Athleten                | Wettbewerbe | Pflicht | Kür | Platzziffer | Gesamt | Gesamt |
| Athleten                | Wettbewerbe | Pflicht | Kür | Platzziffer | Punkte | Rang   |
| ----------------------- | ----------- | ------- | --- | ----------- | ------ | ------ |
| Norbert Felsinger       | Herren      | 6       | DNS | DNS         | DNS    | DNS    |
| Peter Jonas             | Herren      | 14      | 15  | 115         | 1213,2 | 13     |
| Karin Frohner           | Damen       | 9       | 11  | 99          | 1266,0 | 9      |
| Regine Heitzer          | Damen       | 7       | 4   | 58          | 1327,9 | 7      |
| Heinz Döpfl Diana Hinko | Paarlauf    | -       | -   | 54,5        | 69,8   | 8      |

### Eisschnelllauf
| Athleten          | Wettbewerbe | Zeit        | Rang |
| ----------------- | ----------- | ----------- | ---- |
| Franz Offenberger | 500 m       | 43,0 s      | 29   |
| Franz Offenberger | 1500 m      | DNF         | DNF  |
| Franz Offenberger | 5000 m      | 8:38,2 min  | 29   |
| Hermann Strutz    | 500 m       | 44,4 s      | 40   |
| Hermann Strutz    | 1500 m      | 2:19,4 min  | 24   |
| Hermann Strutz    | 5000 m      | 8:21,9 min  | 18   |
| Hermann Strutz    | 10.000 m    | 17:06,5 min | 19   |

### Nordische Kombination
| Athleten        | Skispringen | Skilanglauf | Punkte  | Rang |
| Athleten        | Punkte      | Punkte      | Punkte  | Rang |
| --------------- | ----------- | ----------- | ------- | ---- |
| Alois Leodolter | 205,5       | 209,484     | 414,984 | 21   |

### Ski Alpin
| Athleten             | Wettbewerbe  | 1. Lauf    | 2. Lauf | Gesamt     | Gesamt |
| Athleten             | Wettbewerbe  | 1. Lauf    | 2. Lauf | Zeit       | Rang   |
| -------------------- | ------------ | ---------- | ------- | ---------- | ------ |
| Frauen               |              |            |         |            |        |
| Herlinde Beutlhauser | Abfahrt      | -          | -       | DNF        | DNF    |
| Putzi Frandl         | Abfahrt      | -          | -       | 2:11,6 min | 39     |
| Putzi Frandl         | Riesenslalom | -          | -       | 1:45,7 min | 21     |
| Putzi Frandl         | Slalom       |            |         | 2:03,0 min | 16     |
| Traudl Hecher        | Abfahrt      | -          | -       | 1:38,9 min | Bronze |
| Traudl Hecher        | Riesenslalom | -          | -       | 1:46,7 min | 25     |
| Traudl Hecher        | Slalom       | 58,6 s     | DSQ     | DSQ        | DSQ    |
| Hilde Hofherr        | Riesenslalom | -          | -       | 1:41,9 min | 9      |
| Hilde Hofherr        | Slalom       | 59,0 s     | 59,0 s  | 1:58,0 min | 5      |
| Erika Netzer         | Abfahrt      | -          | -       | 1:41,1 min | 8      |
| Erika Netzer         | Riesenslalom | -          | -       | DSQ        | DSQ    |
| Marianne Jahn        | Slalom       | 55,5 s     | DSQ     | DSQ        | DSQ    |
| Männer               |              |            |         |            |        |
| Ernst Hinterseer     | Riesenslalom | -          | -       | 1:49,1 min | Bronze |
| Ernst Hinterseer     | Slalom       | 1:10,7 min | 58,2 s  | 2:08,9 min | Gold   |
| Hias Leitner         | Slalom       | 1:11,1 min | 59,2 s  | 2:10,3 min | Silber |
| Anderl Molterer      | Abfahrt      | -          | -       | 2:15,1 min | 19     |
| Anderl Molterer      | Riesenslalom | -          | -       | 1:51,6 min | 12     |
| Ernst Oberaigner     | Slalom       | DSQ        | DSQ     | DSQ        | DSQ    |
| Karl Schranz         | Abfahrt      | -          | -       | 2:09,2 min | 7      |
| Karl Schranz         | Riesenslalom | -          | -       | 1:50,8 min | 7      |
| Egon Zimmermann      | Abfahrt      | -          | -       | 2:09,8 min | 10     |
| Pepi Stiegler        | Abfahrt      | -          | -       | 2:13,1 min | 15     |
| Pepi Stiegler        | Riesenslalom | -          | -       | 1:48,7 min | Silber |
| Pepi Stiegler        | Slalom       | 1:11,5 min | 59,6 s  | 2:11,1 min | 5      |

### Skispringen
| Athleten          | 1. Durchgang | 1. Durchgang | 2. Durchgang | 2. Durchgang | Gesamt | Gesamt |
| Athleten          | Weite        | Punkte       | Weite        | Punkte       | Punkte | Rang   |
| ----------------- | ------------ | ------------ | ------------ | ------------ | ------ | ------ |
| Willi Egger       | 79,5 m       | 88,1         | 70,0 m       | 97,3         | 185,4  | 34     |
| Otto Leodolter    | 88,5 m       | 107,6        | 83,5 m       | 111,8        | 219,4  | Bronze |
| Albin Plank       | 87,5 m       | 105,3        | 75,5 m       | 101,4        | 206,7  | 14     |
| Walter Steinegger | 87,5 m       | 103,3        | 79,5 m       | 102,6        | 205,9  | 16     |

## Weblink
- Österreichische Olympiamannschaft 1960 in der Datenbank von Sports-Reference (englisch; archiviert vom Original)